# Sieć elektroenergetyczna wnętrzowa
Sieć elektroenergetyczna wnętrzowa (SEW) - jest to sieć elektroenergetyczna znajdująca się w budynku mieszkalnym, w budynku przemysłowym oraz w budynkach użyteczności publicznej. Najczęściej są to tylko sieci niskiego napięcia (nn), rzadko sieci średniego napięcia (SN). Sieci te nazywa się instalacjami elektroenergetycznymi.